# Ramón Manuel Garriga Nogués
Ramón Manuel Garriga Nogués (Vich, Barcelona, España; 1835 — Barcelona, España; 22 de febrero de 1906) fue un catedrático, filólogo y helenista español, rector de la Universidad de Barcelona entre 1900 y 1901.

## Biografía
Nacido en el seno de una destacada familia de comerciantes y financieros. En 1862 su padre, junto a su madre y sus ocho hermanos había fundado la banca Garriga Nogués Hermanos, sociedad que posteriormente quedó únicamente formada por su hermano Pedro y su sobrino Ruperto Garriga, con la razón Garriga Nogués y Sobrino, SRC. Ramón Manuel Garriga no tuvo más relación con banca familiar, salvo a la muerte de su hermano Pedro, en 1895, cuando como tutor de sus sobrinos —entre ellos José Garriga-Nogués y Roig— entró en la sociedad con Ruperto Garriga.
Aunque nacido en Vich, los negocios familiares le llevaron a pasar la juventud en Zaragoza, donde recibió el título de Bachiller en Filosofía (1857). En 1861 se licenció en Filosofía y Letras por la Universidad de Barcelona, siendo investido doctor en 1863. Ese mismo año ganó por oposición la cátedra de lengua hebrea en la Universidad Literaria de Santiago, que ejerció hasta obtener el traslado, como catedrático de lengua griega, a la Universidad de Barcelona, en 1867. Especialista en cultura helenística, sobre la que versa la mayor parte de su obra escrita, publicó varios libros de gramática griega, así como de latina y de hebrea, además de traducir al español obras como la Ilíada.
El 6 de diciembre de 1899 fue nombrado decano de la Facultad de Filosofía y Letras y, diez días después, vicerrector de la Universidad de Barcelona. El 26 de octubre de 1900 fue designado rector de la universidad barcelonesa por real orden. Unos incidentes estudiantiles al inicio del curso 1901-1902, cuando unos alumnos silbaron a oficiales del ejército, provocaron su suspensión por parte del Ministerio de Instrucción Pública y Bellas Artes, lo que le llevó a presentar la dimisión. La presión de los estudiantes —que se declararon en huelga— y del claustro llevaron a Garriga Nogués a hacer marcha atrás y volver a asumir el rectorado, pronunciando un encendido y ovacionado discurso ante los alumnos. 

Vuestra actitud tan prudente como enérgica y la inquebrantable adhesión de todos los profesores de la universidad, han sido causa del triunfo obtenido por la razón y la justicia. Yo, con la energía que imprime el carácter catalán [...] he protestado en términos enérgicos contra determinadas medidas y he presentado la dimisión de mi cargo que no solicité y que me fue impuesto por el anterior gobierno. El resultado ha sido la reposición en mi cargo y la súplica que retirase mi dimisión; lo cual efectué por consideración a mis dignos compañeros, a vosotros y a la tranquilidad y bienestar de Barcelona. Soy español y catalán y dispuesto a probar que si nos envían caballos castellanos para pisotearnos con sus inmundos cascos y armas castellanas para herirnos, tenemos pechos para morir y reproducir las antiguas escenas de Numancia y de Sagunto.
Fragmento del discurso de Garriga Nogués ante los estudiantes

En respuesta a estas palabras, el Consejo de Ministros, presido por el Conde de Romanones, acordó su destitución, certificada por Real Decreto el 18 de noviembre de 1901.
Garriga Nogués siguió ejerciendo como catedrático, llegando incluso a asumir de nuevo el decanato de Filosofīa y Letras de forma interina, a los pocos meses de haber sido destituido como rector. En 1905, a pesar de haber cumplido la edad reglamentaria de jubilación, 70 años, obtuvo un permiso especial del Ministerio para seguir su labor docente. Enfermo de enfermedad de Parkinson, falleció un año más tarde. La capilla ardiente se instaló en el recinto de la universidad y su funeral se convirtió en un acto multitudinario.

## Obras
- Elementos de gramática hebrea (1866)
- Manual práctico de la lengua hebrea (1867)
- Gramática griega (1885)
- María de Nazareth (1898)
- La poesía y sus formas artísticas (1901)
- Historia y descripción del Santuario de Nuestra Señora de Misericordia de Aragón (1902)
- María en la Biblia (1905)

## Reconocimientos
- Caballero gran cruz de la Orden de Isabel la Católica